# Statsflag
Et statsflag er et flag, som kun statsinstitutioner må bruge. I mange lande er stats- og nationalflag ens, men i Danmark er splitflaget forbeholdt staten (offentlige institutioner), mens alle andre skal bruge stutflaget.
Splitflaget bruges endvidere ved kongelig forordning af visse private firmaer som bl.a. Østasiatisk Kompagni og Store Nordiske Kabel-og Telegrafselskab; endvidere har Kongeligt Dansk Yachtflag og Randers Sejlklub splitflag med hhv. tre og én stjerne i guld i øverste røde felt ved liget.
Tidligere statsinstitutioner såsom Post Danmark og DSB, der nu er omdannet til selvstændige virksomheder, benytter stadig en version af splitflaget, hvor selskabets logo placeret samme sted som ovenstående.
Marinens version af splitflaget (Orlogsflaget) er fra gammel tid af en mørkere rød farve, kraprød, og denne farve bruges også i flere af kongehusets flag. At farven er valgt for, at blodpletter ikke skulle kunne ses, når flaget blev brugt til at dække faldne i kamp, er en tilsnigelse. Artiklen Dannebrog indeholder flere detaljer herom.